# Jørgen Matthias Christian Schiødte
Jørgen Matthias Christian Schiødte o Jørgen Christian Matthias Schiødte, (abreviado Schiødte) fue un entomólogo danés, nació el 20 de abril de 1815 en Christianshavn y falleció el 22 de abril de 1884 en Copenhague.
Fue profesor e inspector del Museo de Copenhague. El sucedió a Henrik Nikolai Krøyer (1799-1870) en la dirección de Naturhistorisk Tidsskrift en 1870, que dirigió hasta su muerte.

## Abreviatura (zoología)
La abreviatura Schiødte  se emplea para indicar a Jørgen Matthias Christian Schiødte como autoridad en la descripción y taxonomía en zoología.

## Lista parcial de publicaciones
- 1841 : Genera og species of Danmarks Eleutherata at tjene som fauna for denne orden og som indledning til dens anatomie og historie
- 1857 : Naturhistoriske bidrag til en beskrivelse of Grønland / af J. Reinhardt, J.C. Schiødte, O.A.L. Mørch, C.F. Lütken, J. Lange, H. Rink. Særskilt aftryk af tillæggene til "Grønland, geographisk og statistisk beskrevet," af H. Rink.